# 土永旭
土永 旭（どえい あさひ、2003年1月9日 - ）は、ジャパンラグビーリーグワンの横浜キヤノンイーグルスに所属するラグビーユニオン選手。

## 来歴
中学1年の時、京都市立西陵中学校でラグビーを始める。
光泉カトリック高等学校（滋賀県草津市）に進学し、2年・3年で花園（全国高等学校ラグビーフットボール大会）に出場。3年では主将を務めた。
京都産業大学では、1年生で関西大学Aリーグの3試合に控えで出場。2年時は、リーグ戦7試合と、大学選手権（第59回全国大学ラグビーフットボール選手権大会）の準々決勝、準決勝と全試合で先発し、チームはベスト4進出を果たす。
2023年5月、U20日本代表による「ジュニア・ジャパン」として、ワールドラグビーパシフィックチャレンジ全3試合に出場、ニュージーランド学生代表とも対戦した。
2024年5月、U20日本代表を中心としたJAPAN XVとして、ワールドラグビーパシフィックチャレンジ2024で2試合に出場した。
2025年1月2日の大学選手権（第61回全国大学ラグビーフットボール選手権大会）の準決勝は、9番フル出場で臨んだが、早稲田大学に敗れる。
大学4年の2025年1月、アーリーエントリーで横浜キヤノンイーグルスに加入した。同年3月、京都産業大学卒業。同年5月20日に行われたJAPAN RUGBY LEAGUE ONE第18節カンファレンスAブレイブルーパス東京戦にて先発出場でリーグワン公式戦初出場を果たした。